# Thrissacanthias
Thrissacanthias is een geslacht van kamsterren uit de familie Astropectinidae.

## Soorten
- Thrissacanthias bispinosus Djakonov, 1950
- Thrissacanthias penicillatus (Fisher, 1905)